# Equações de Gauss–Codazzi
As equações de Gauss–Codazzi–Mainardi são equações fundamentais da teoria das hipersuperfícies incorporadas em um espaço euclidiano e,  geralmente, de subvariedades da variedade de Riemann. Elas também têm aplicações para sistemas de hipersuperfícies incorporadas nas variedades pseudo-riemannianas (geometria de Riemann).
Na geometria diferencial clássica de superfícies, as equações de Gauss-Codazzi-Mainardi consistem em um par de equações relacionadas. A primeira equação, às vezes chamada de equação de Gauss, relaciona a curvatura intrínseca (ou curvatura de Gauss ) da superfície às derivadas do mapa de Gauss, por meio da segunda forma fundamental . Esta equação é a base do teorema egrégio de Gauss . A segunda equação, às vezes chamada de equação de Codazzi – Mainardi, é uma condição estrutural nas segundas derivadas do mapa de Gauss. Foi nomeado para Gaspare Mainardi (1856) e Delfino Codazzi (1868-1869), que derivaram independentemente o resultado, embora tenha sido descoberto anteriormente por Karl Mikhailovich Peterson. Ele incorpora a curvatura extrínseca (ou curvatura média ) da superfície. As equações mostram que os componentes da segunda forma fundamental e seus derivados ao longo da superfície classificam completamente a superfície até uma transformação euclidiana, um teorema do Pierre Ossain Bonnet.

## Declaração formal
Seja {\displaystyle i\colon M\subset P} uma subvariedade incorporada n- dimensional de uma variedade Riemanniana P de dimensão {\displaystyle n+p}. Existe uma inclusão natural do pacote tangente de M no de P pelo pushforward, e o cokernel é o pacote normal de M :
{\displaystyle 0\rightarrow T_{x}M\rightarrow T_{x}P|_{M}\rightarrow T_{x}^{\perp }M\rightarrow 0.}
A métrica divide essa sequência exata curta e, portanto,
{\displaystyle TP|_{M}=TM\oplus T^{\perp }M.}
Em relação a essa divisão, a conexão Levi-Civita {\displaystyle \nabla '} de P decompõe-se em componentes tangenciais e normais. Para cada {\displaystyle X\in TM} e o campo vetorial Y em M ,
{\displaystyle \nabla '_{X}Y=\top (\nabla '_{X}Y)+\bot (\nabla '_{X}Y).}
Deixei
{\displaystyle \nabla _{X}Y=\top (\nabla '_{X}Y),\quad \alpha (X,Y)=\bot (\nabla '_{X}Y).}
A fórmula de Gauss agora afirma que {\displaystyle \nabla _{X}} é a conexão Levi-Civita para M e {\displaystyle \alpha } é uma forma simétrica com valor vetorial com valores no pacote normal. É frequentemente referido como a segunda forma fundamental .
Um corolário imediato é a equação de Gauss . Para {\displaystyle X,Y,Z,W\in TM} ,
{\displaystyle \langle R'(X,Y)Z,W\rangle =\langle R(X,Y)Z,W\rangle +\langle \alpha (X,Z),\alpha (Y,W)\rangle -\langle \alpha (Y,Z),\alpha (X,W)\rangle }
Onde {\displaystyle R'} é o tensor de curvatura de Riemann de P e R é o de M.
A <b id="mwYQ">equação de Weingarten''' é um análogo da fórmula de Gauss para uma conexão no pacote normal. Deixei {\displaystyle X\in TM} e {\displaystyle \xi } um campo vetorial normal. Em seguida, decomponha o derivado covariante ambiental de {\displaystyle \xi } ao longo de X em componentes tangenciais e normais:
{\displaystyle \nabla '_{X}\xi =\top (\nabla '_{X}\xi )+\bot (\nabla '_{X}\xi )=-A_{\xi }(X)+D_{X}(\xi ).}
Então
1. Equação de Weingarten : {\displaystyle \langle A_{\xi }X,Y\rangle =\langle \alpha (X,Y),\xi \rangle }
2. D X é uma conexão métrica no pacote normal.

Portanto, há um par de conexões: ∇, definido no feixe tangente de M ; e D, definido no feixe normal de M. Estas se combinam para formar uma conexão em qualquer produto tensor de cópias de T M e T ⊥ M. Em particular, eles definiram a derivada covariante de {\displaystyle \alpha } :
{\displaystyle ({\tilde {\nabla }}_{X}\alpha )(Y,Z)=D_{X}\left(\alpha (Y,Z)\right)-\alpha (\nabla _{X}Y,Z)-\alpha (Y,\nabla _{X}Z).}
A equação de Codazzi – Mainardi é
{\displaystyle \bot \left(R'(X,Y)Z\right)=({\tilde {\nabla }}_{X}\alpha )(Y,Z)-({\tilde {\nabla }}_{Y}\alpha )(X,Z).}
Como toda imersão é, em particular, uma incorporação local, as fórmulas acima também são válidas para imersões.

## Equações de Gauss – Codazzi na geometria diferencial clássica

### Declaração de equações clássicas
Na geometria diferencial clássica de superfícies, as equações de Codazzi – Mainardi são expressas através da segunda forma fundamental ( L, M, N ):
{\displaystyle L_{v}-M_{u}=L\Gamma ^{1}{}_{12}+M(\Gamma ^{2}{}_{12}-\Gamma ^{1}{}_{11})-N\Gamma ^{2}{}_{11}}
{\displaystyle M_{v}-N_{u}=L\Gamma ^{1}{}_{22}+M(\Gamma ^{2}{}_{22}-\Gamma ^{1}{}_{12})-N\Gamma ^{2}{}_{12}}

### Derivação de equações clássicas
Considere uma superfície paramétrica em 3 espaços euclidianos,
{\displaystyle \mathbf {r} (u,v)=(x(u,v),y(u,v),z(u,v))}
onde as três funções componentes dependem suavemente de pares ordenados ( u, v ) em algum domínio aberto U no plano uv . Suponha que essa superfície seja regular, o que significa que os vetores r u e r v são linearmente independentes . Conclua isso com base { r u, r v, n }, selecionando um vetor de unidade n normal para a superfície. É possível expressar as segundas derivadas parciais de r usando os símbolos de Christoffel e a segunda forma fundamental.
{\displaystyle \mathbf {r} _{uu}=\Gamma ^{1}{}_{11}\mathbf {r} _{u}+\Gamma ^{2}{}_{11}\mathbf {r} _{v}+L\mathbf {n} }
{\displaystyle \mathbf {r} _{uv}=\Gamma ^{1}{}_{12}\mathbf {r} _{u}+\Gamma ^{2}{}_{12}\mathbf {r} _{v}+M\mathbf {n} }
{\displaystyle \mathbf {r} _{vv}=\Gamma ^{1}{}_{22}\mathbf {r} _{u}+\Gamma ^{2}{}_{22}\mathbf {r} _{v}+N\mathbf {n} }
O teorema de Clairaut afirma que derivadas parciais comutam:
{\displaystyle \left(\mathbf {r} _{uu}\right)_{v}=\left(\mathbf {r} _{uv}\right)_{u}}
Se diferenciarmos r uu em relação a v e r uv em relação a u, obtemos:
{\displaystyle \left(\Gamma ^{1}{}_{11}\right)_{v}\mathbf {r} _{u}+\Gamma ^{1}{}_{11}\mathbf {r} _{uv}+\left(\Gamma ^{2}{}_{11}\right)_{v}\mathbf {r} _{v}+\Gamma ^{2}{}_{11}\mathbf {r} _{vv}+L_{v}\mathbf {n} +L\mathbf {n} _{v}} {\displaystyle =\left(\Gamma ^{1}{}_{12}\right)_{u}\mathbf {r} _{u}+\Gamma ^{1}{}_{12}\mathbf {r} _{uu}+\left(\Gamma _{12}^{2}\right)_{u}\mathbf {r} _{v}+\Gamma ^{2}{}_{12}\mathbf {r} _{uv}+M_{u}\mathbf {n} +M\mathbf {n} _{u}}
Agora substitua as expressões acima pelas segundas derivadas e iguale os coeficientes de n :
{\displaystyle M\Gamma ^{1}{}_{11}+N\Gamma ^{2}{}_{11}+L_{v}=L\Gamma ^{1}{}_{12}+M\Gamma ^{2}{}_{12}+M_{u}}
Reorganizar essa equação fornece a primeira equação de Codazzi – Mainardi.
A segunda equação pode ser derivada de maneira semelhante.

## Curvatura média
Seja M um coletor m- dimensional suave imerso no ( m   +   k ) distribuidor liso dimensional P. Deixei {\displaystyle e_{1},e_{2},\ldots ,e_{k}} ser um quadro ortonormal local de campos vetoriais normal a M. Então nós podemos escrever,
{\displaystyle \alpha (X,Y)=\sum _{j=1}^{k}\alpha _{j}(X,Y)e_{j}}
Se agora {\displaystyle E_{1},E_{2},\ldots ,E_{m}} é uma estrutura ortonormal local (de campos vetoriais tangentes) no mesmo subconjunto aberto de M, então podemos definir as curvaturas médias da imersão por
{\displaystyle H_{j}=\sum _{i=1}^{m}\alpha _{j}(E_{i},E_{i})}
Em particular, se M é uma hipersuperfície de P, isto é, {\displaystyle k=1}, então há apenas uma curvatura média para falar. A imersão é chamada mínima se todas as {\displaystyle H_{j}} são identicamente zero.
Observe que a curvatura média é um traço, ou média, da segunda forma fundamental, para qualquer componente. Às vezes, a curvatura média é definida pela multiplicação da soma do lado direito por {\displaystyle 1/m} .
Agora podemos escrever as equações de Gauss – Codazzi como
{\displaystyle \langle R'(X,Y)Z,W\rangle =\langle R(X,Y)Z,W\rangle +\sum _{j=1}^{k}\alpha _{j}(X,Z)\alpha _{j}(Y,W)-\alpha _{j}(Y,Z)\alpha _{j}(X,W)}
Contração das componentes  {\displaystyle Y,Z}  nos dá
{\displaystyle \operatorname {Ric} '(X,W)=\operatorname {Ric} (X,W)+\sum _{j=1}^{k}\langle R'(X,e_{j})e_{j},W\rangle +\left(\sum _{i=1}^{m}\alpha _{j}(X,E_{i})\alpha _{j}(E_{i},W)\right)-H_{j}\alpha _{j}(X,W)}
Observe que o tensor entre parênteses é simétrico e não negativo definido em {\displaystyle X,W} . Assumindo que M é uma hipersuperfície, isso simplifica
{\displaystyle \operatorname {Ric} '(X,W)=\operatorname {Ric} (X,W)+\langle R'(X,n)n,W\rangle +\left(\sum _{i=1}^{m}h(X,E_{i})h(E_{i},W)\right)-Hh(X,W)}
Onde {\displaystyle n=e_{1}} e {\displaystyle h=\alpha _{1}} e {\displaystyle H=H_{1}} . Nesse caso, mais uma contração produz,
{\displaystyle R'=R+2\operatorname {Ric} '(n,n)+\|h\|^{2}-H^{2}}
Onde {\displaystyle R'} e {\displaystyle R} são as respectivas curvaturas escalares, e
{\displaystyle \|h\|^{2}=\sum _{i,j=1}^{m}h(E_{i},E_{j})^{2}}
E se {\displaystyle k>1}, a equação da curvatura escalar pode ser mais complicada.
Já podemos usar essas equações para tirar algumas conclusões. Por exemplo, qualquer imersão mínima na esfera redonda {\displaystyle x_{1}^{2}+x_{2}^{2}+\cdots +x_{m+k+1}^{2}=1} deve ser da forma
{\displaystyle \Delta x_{j}+\lambda x_{j}=0}
Onde {\displaystyle j} vai de 1 a {\displaystyle m+k+1} e
{\displaystyle \Delta =\sum _{i=1}^{m}\nabla _{E_{i}}\nabla _{E_{i}}}
é o Laplaciano em M, e {\displaystyle \lambda >0} é uma constante positiva.